# Fujitsu
Fujitsu este o companie cu sediul la Tokyo, ce activează în IT și telecomunicații. Compania este listată pe Tokyo Stock Exchange și are 158.000 de angajați.
Cele mai celebre invenții ale companiei japoneze sunt: primul sistem de cabluri coaxiale pentru submarine, primul afișaj color de tip plasmă de 42 de inch, plasticul biodegradabil din notebook-uri și FACOM 230-60, un computer dezvoltat în 1968 cu un sistem multiprocesor. 